# Мухаммед Джахфали
Мухаммед Джахфали (араб. محمد جحفلي‎; 24 октября 1990) — саудовский футболист, защитник клуба «Аль-Хиляль».

## Клубная карьера
Мухаммед Джахфали начинал свою карьеру футболиста в клубе «Аль-Фейсали». 8 апреля 2012 года он дебютировал в саудовской Про-лиге, выйдя на замену в середине второго тайма гостевого матча против «Аль-Иттифака». 18 апреля 2013 года Мухаммед Джахфали забил свой первый гол в рамках Про-лиги, открыв счёт в конце первого тайма домашнего поединка с «Наджраном».
С начала 2015 года Мухаммед Джахфали выступает за «Аль-Хиляль», вместе с которым выиграл целый ряд национальных титулов.

## Достижения
«Аль-Хиляль»
- Чемпион Саудовской Аравии (1): 2016/17
- Обладатель Кубка короля Саудовской Аравии (2): 2015, 2017
- Обладатель Кубка наследного принца Саудовской Аравии (1): 2015/16
- Обладатель Суперкубка Саудовской Аравии (1): 2015